# Richard Bremmer
Richard Bremmer est un acteur britannique né le 27 janvier 1953 dans le Warwickshire au Royaume-Uni.

## Filmographie
- 1982 : Made in Britain (TV) : Policier #2
- 1982 : Couples and Robbers : PC
- 1984 : Miracles Take Longer (série TV)
- 1986 : Zastrozzi: A Romance (feuilleton TV) : Petrol Attendent
- 1993 : The Scarlet and the Black (feuilleton TV) : L'entraîneur
- 1997 : Richard II (TV) : Henry Bolingbroke
- 1997 : Sharpe's Justice (TV) : Arnold
- 1997 : The Girl with Brains in Her Feet : Vic
- 1998 : Crime et Châtiment (TV) : Arkady
- 1999 : Le 13e Guerrier (The 13th Warrior) : Skeld the Superstitious
- 1999 : Onegin : Diplomat at ball
- 2001 : Les Visiteurs en Amérique (Just Visiting) : King Henry
- 2001 : Harry Potter à l'école des sorciers (Harry Potter and the Sorcerer's Stone) : Voldemort (Celui dont on ne doit pas prononcer le nom) (silhouette)
- 2002 : Mission Alcatraz (Half Past Dead) : Sonny Eckvall
- 2003 : Shanghai kid II (Shanghai Knights) : Maître d'armes
- 2003 : La Mort d'un roi (To Kill a King) de Mike Barker : Abraham
- 2003 : Le Purificateur (The Order) de Brian Helgeland : Bookstore Owner
- 2004 : Ripper 2: Letter from Within : Dr. Samuel Wiesser
- 2004 : Dunkirk (TV) : Vice Adm Sir Bertram Ramsay RN
- 2004 : Vipère au poing : Abbé Traquet
- 2004 : The Aryan Couple
- 2005 : A Higher Agency : Mr. Sykes
- 2005 : Marple: Sleeping Murder (TV) : Mr. Sims
- 2020 : The Third Day (série HBO, 6 épisodes) : le père